# Scarabaeus rusticus
Scarabaeus rusticus là một loài bọ cánh cứng trong họ Bọ hung (Scarabaeidae).